# Explorer 19
L'Explorer 19 fu un satellite statunitense appartenente al Programma Explorer, secondo del suo genere ebbe il compito di studiare la densità atmosferica.

## La missione
Explorer 19 fu lanciato il 19 dicembre del 1963 tramite un razzo vettore Scout X4 da Point Arguello, Stati Uniti.
La sonda fu la seconda di una serie di satelliti gonfiabili progettati solo per lo studio della densità atmosferica.
Grazie al suo basso peso, solo 36 kg, il vettore che lo immise in orbita utilizzava quattro stadi tutti a propellente solido.
Il satellite si gonfiava dopo la separazione dall'ultimo stadio.
Grazie alla sua forma simmetrica, la sonda era l'ideale per studiare le variazioni della densità dell'alta atmosfera nell'arco delle stagioni e in base alla latitudine e longitudine; infatti un suo costante monitoraggio da terra forniva parametri importanti per comprendere il comportamento degli strati alti atmosferici.
Il satellite fu lanciato con successo, ma il suo apogeo risultò troppo basso, di conseguenza, Explorer 19, non ebbe abbastanza energia e le stazioni di monitoraggio a terra non riuscirono a seguirne la rotta.

## Il satellite
L'Explorer 19 era in sostanza una sfera di 3,66 metri di diametro gonfiata con azoto e costituita da fogli di alluminio alternato con Mylar, sulla superficie esterna erano uniformemente distribuite delle circonferenze di 5,1 cm di diametro verniciate di bianco necessarie per il controllo termico.
Prima della separazione dal vettore di lancio, la sonda era contenuta in un cilindro di 21,6 cm di diametro e di 48,3 cm di lunghezza dal quale veniva espulsa tramite delle piccole cariche esplosive.
La sfera era divisa al suo equatore da una striscia di Mylar la quale fungeva da antenna.
Un radiofaro da 15 mW a 136 MHz utilizzava tale antenna per trasmettere un segnale utile a tracciare la rotta dell'Explorer 19.
Ma data la bassa energia ottenuta dal satellite il radiofaro non funzionò e per tracciare la navicella fu utilizzata una rete di telescopi Baker-Nunn situati a terra.